# Kidodoma
Kidodoma ist ein Verwaltungsbezirk (Ward) des Distrikts Tunduru in der tansanischen Region Ruvuma.

## Geografie
Kidodoma liegt im Süden von Tansania etwa 15 Kilometer Luftlinie westlich der Distrikthauptstadt Tunduru. Der Bezirk grenzt im Norden an Nandembo, im Nordosten an Nakayaya, im Osten an Majengo, Nanjoka und Mlingoti Magharibi, im Süden an Chiwana und im Westen und Nordwesten an Nampungu. Bei der Volkszählung 2022 lebten 11.527 Menschen in 2944 Haushalten auf einer Fläche von 277 Quadratkilometern.

## Gliederung
Der Bezirk besteht aus fünf Gemeinden (Mtaa) mit 32 Orten (Kitongoji):
| Kidodoma - Mpumbe - Matenje - Mirumbe - Mtonga - Mpanji - Machemba | Mkwajuni - Matumbe - Mfaume - Ajida - Mnenje - Ndima - Ipanje - Kamwana - Matio | Legezamwendo - Lulila - Kipite - Kajiungeni - Likalanga - Ndima - Mingo - Nandembo - Makungaya | Machemba - Mirumba A - Mirumba B - Mnanjile - Mwenge - Machemba A - Machemba B - Mpute - Chiwana | Chajila - Chajila - Majengo |

## Wirtschaft und Infrastruktur
- Bildung: Die Kidodoma Secondary School ist eine staatliche koedukative Schule mit einer Ausbildung bis zur 4. Stufe.[8]
- Gesundheit: In den Gemeinden Kidodoma, Legezamwendo und Machemba gibt es je eine staatliche Apotheke.[9][10][11]